# Ravānsar (kommunhuvudort i Iran)
Ravānsar (persiska: روانسر) är en kommunhuvudort i Iran.   Den ligger i provinsen Kermanshah, i den nordvästra delen av landet, 400 km väster om huvudstaden Teheran. Ravānsar ligger 1 345 meter över havet och antalet invånare är 16 383.
Terrängen runt Ravānsar är varierad.Runt Ravānsar är det ganska tätbefolkat, med 172 invånare per kvadratkilometer. Närmaste större samhälle är Javānrūd, 15,3 km nordväst om Ravānsar. Omgivningarna runt Ravānsar är i huvudsak ett öppet busklandskap.